# Kenning
In letteratura, e in particolare nella letteratura medioevale norrena, una kenning (plurale: kenningar) è una frase poetica che sostituisce, rimpiazzandolo con una perifrasi, il nome di una persona o di una cosa o di un animale . Per esempio, il mare veniva spesso indicato nella letteratura inglese antica con frasi come seġl-rād ("strada delle vele"), swan-rād ("strada dei cigni"), o hwæl-weġ ("via delle balene"; quest'uso si trova anche in Beowulf, nella forma hronrāde, "strada delle balene").
Una kenning ha due parti: una parola base e un determinante. In "via delle balene", "via" è la parola base, mentre "delle balene" è il determinante. In certe lingue, le kenningar possono essere ricorsive, con un elemento della kenning sostituito da un'altra kenning.
La parola kenning deriva dal norreno kenna eitt við, "esprimere una cosa in termini di un'altra". La letteratura norrena, anglosassone e celtica fanno larghissimo uso di questo artificio; associate con la pratica dell'allitterazione, molte kenningar sono divenute formule tradizionali riproposte attraverso i secoli da diversi autori.
La comprensione delle kenningar è spesso molto difficile per il lettore moderno, soprattutto perché lo sviluppo della metafora implica riferimenti anche molto specifici a episodi della mitologia. La poesia degli scaldi è particolarmente nota per l'uso frequentissimo di kenningar, talvolta anche combinate in catene di sostituzioni successive, con risultati spesso ancora più oscuri per il lettore inesperto. Così, per esempio, la "danza del verme della rugiada del massacro" è la battaglia, perché "la rugiada del massacro" è il sangue, "il verme del sangue" è la spada, e la "danza delle spade" è la battaglia. Il capitolo Skáldskaparmál dal manuale letterario Edda in prosa, scritto nel XIII secolo da Snorri Sturluson, mostra chiaramente l'importanza di questo artificio letterario nel mondo norreno spiegando l'origine e il significato di molte kenningar tradizionali.

## Esempi di kenningar
Per indicare la nave, gli scaldi norreni facevano uso di ben 395 kenningar. 
- marr vers: il cavallo del mare
- skið flóðs: gli sci del mare
- æsiköldum meið unnar: l'albero terribilmente freddo delle onde
- landa bands jó: il destriero della catena della terra
- hreinn nausts humra: la renna della rimessa per le imbarcazioni dell'aragosta[2]

Kenningar per indicare il braccio sono:
- land hauka: terra del falco
- brúar ginnungr: ponte del falco
- baugness: promontorio del bracciale
- fornbauga heslir: albero di nocciola dell'antico anello

## Kenningar moderne
Sebbene il termine kenning sia usato nel contesto dello studio della letteratura norrena, si può affermare che lo stesso meccanismo è ancora in uso oggi; per esempio, nell'inglese moderno, the devil's dandruff ("la forfora del diavolo") è un'espressione spesso usata per indicare la cocaina. Il romanziere (e filologo delle lingue scandinave) J. R. R. Tolkien utilizzava costantemente i kenningar nei suoi romanzi (memorabile l'elenco di perifrasi proposto da Bilbo al drago Smaug, che assumono forma di veri e propri "indovinelli").